# Döme Sztójay
Döme Sztójay, madžarski general srbskega rodu, * 1883, † 1946.